# PC-FX バックアップメモリパック

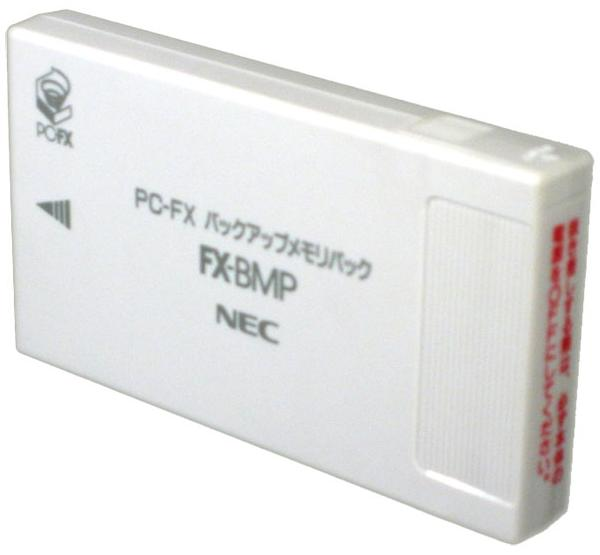
PC-FX バックアップメモリパック
(FX-BMP)

PC-FXバックアップメモリパック（PC-FXバックアップメモリパック）は、日本電気ホームエレクトロニクス（NECホームエレクトロニクス）より発売されたPC-FX用ゲームのセーブデータを保存しておくための補助記憶装置である。
これを使用して、本体に内蔵されているバックアップメモリの拡張を行える。

## 概要
PC-FXのゲームのセーブデータは、内蔵されているバックアップメモリにバインダーという単位で保存される。しかし、このバインダーのサイズはゲーム毎にまちまちであり、また内蔵のバックアップメモリも潤沢な容量ではない。場合によっては数本でも一杯になってしまう。このため、内蔵バックアップメモリを拡張するためのユニットとして発売されたのが本機である。これ一つで内蔵メモリの4倍の容量を持っており、PC-FX正面の拡張スロットに差し込んで使用できる。いわばPCエンジンシリーズでの拡張RAM『天の声バンク』『メモリーベース128』『セーブくん』（PCエンジン#セーブ用外部メモリを参照）に相当する位置づけである。

## 問題点
同世代のゲーム機であるセガサターンのパワーメモリや、プレイステーションのメモリーカードと異なり、単4乾電池を2本使用するため、定期的に電池の交換が必要である。この際、交換は10分以内に行うことと本体に記載がある。また、ゲーム機本体からの抜き差しの際には電源を切るようにとの注意書きがある。ただし、本体のバックアップメモリ同様、かなりの期間セーブデータは保持され、1年以上交換しなくてもデータが残っていたという事例もある。
後に有志により乾電池不要の互換品が開発されている。